# Патлажан, Нюма
Ню́ма Патлажа́н (полное имя при рождении Беню́мен Ге́ршевич Патлежа́н; фр. Numa Patlagean; 4 января 1888, Кишинёв, Бессарабская губерния — 1961, Антиб, Франция) — российский и французский скульптор.

## Биография
Нюма Патлажан родился 4 января (по старому стилю) 1888 года в Кишинёве. Учился в городской рисовальной школе по классу ваяния у В. Ф. Окушко (вместе с Александром Плэмэдялэ). Отец будущего скульптора — Герш Дувидович Патлажан (1859—1933), кишинёвский мещанин, занимался торговлей известью и цементом, пострадал и ослеп во время еврейского погрома в октябре 1905 года, после чего Н. Патлажану пришлось оставить занятия. Мать — Милька Ихилевна Патлажан (в девичестве Перельштейн, 1862—?).
В 1910-е годы занимался книжной иллюстрацией и сотрудничал с кишинёвским детским издательством «Фар ундзере киндер» (идиш: для наших детей), которым руководил Нохем Штиф. В 1912 году создал бюст Шолом-Алейхема.
Учился в мастерской Аристида Майоля в Париже. Персональные выставки прошли в Париже в 1920 году и в Нью-Йорке в 1929 году (индивидуально — с 9 марта в галерее Bourgeois, до 5 декабря в Sterner’s Galleries, с Георгом Колбе 19 декабря 1929 — 20 января 1930). Среди прочего представил бюсты А. Ф. Керенского, П. Н. Милюкова, О. Уайлда, композиторов Г. Малера и Реджинальда де Ковена (англ.). В 1924 году выполнил скульптурное надгробие диалектолога, аббата Жана-Пьера Руссело на кладбище Пер-Лашез.
В 1939 году держал экзамен в одной из парижских масонских лож. Был президентом Секции эстетики Общества изучения человеческих форм. С началом Второй мировой войны уехал с женой в США, к концу жизни вернулся во Францию.

## Семья
- Жена (с 1919 года) — художник и скульптор Ингрид Патлажан (фр. Ingrid Märta Sofia Patlagean, урождённая Ардаль — швед. Ingrid Ardahl, 1890—1980), участвовала в совместных выставках с мужем[19][20].
- Братья — художники Александр Патлажан и Габриэль Патлажан (Спат, фр. Gabriel Spat; 1890—1967), автор альбома «Vedettes mondiales de l'écran» (1923)[21][22].